# Emilio Tuñón
Emilio Tuñón Álvarez, internationaal meestal aangeduid als Emilio Tuñón (Madrid, 1 januari 1959), is een Spaanse architect. Van 1992 tot 2012 was hij partner van het veel bekroonde bureau Mansilla + Tuñón Arquitectos. In 2022 ontving hij de prestigieuze Nationale Architectuurprijs van Spanje (Premio Nacional de Arquitectura de España).

## Biografische schets
Tuñón studeerde bouwkunde aan de Hogere Technische Architectuurschool van Madrid (Escuela Técnica Superior de Arquitectura de Madrid, afgekort ETSAM), onderdeel van de Polytechnische Universiteit van Madrid. In 1981 studeerde hij af als architect en in 2000 promoveerde hij aan hetzelfde instituut. Van circa 1982 tot 1992 werkte hij op het bureau van Rafael Moneo. Moneo behoorde samen met Juan Navarro Baldeweg en Alberto Campo Baeza tot de grote inspirators van Tuñón.
In 1992 richtte hij met Luis Moreno Mansilla (1959-2012) het bureau Mansilla + Tuñón Arquitectos op. Na de plotselinge dood van Mansilla in 2012 werkte hij met zijn assistenten verder aan de lopende opdrachten van het bureau, dat toen de naam Emilio Tuñón Arquitectos droeg. Een van de projecten die hij nog met Mansilla ontwierp was de Galerij van de Koninklijke Verzamelingen (ca. 2001-2023), waarvan de voltooiing ruim twee decennia in beslag nam.
Omstreeks 2016 werkte hij enige tijd samen met de Zwitserse architecte Marceline Ruckstuhl. Rond 2018 vormde hij met Carlos Martínez de Albornoz (1978) een nieuwe partnerschap met de naam Tuñon y Albornoz Arquitectos. Grote opdrachten, zoals uit de tijd met Mansilla, bleven aanvankelijk uit. Met het winnen van de prijsvraag voor de nieuwe invulling van het Landbouwbelang in Maastricht lijkt daarin verandering te zijn gekomen. Het is tevens de eerste grote buitenlandse opdracht voor Tuñón.
Tuñón is als hoogleraar verbonden aan de afdeling ontwerpen van de ETSAM in Madrid. Verder is/was hij gasthoogleraar aan diverse andere universiteiten: Harvard University Graduate School of Design, École polytechnique fédérale de Lausanne, Städelschule in Frankfurt am Main en de architectuuropleidingen van Navarra, Barcelona en Puerto Rico.

## Uitgevoerde projecten (selectie)

### Met Luis Mansilla
- 1996: Museo de Zamora, Zamora
- 1998: Zwembad San Fernando de Henares, Madrid
- 2000: Museo de Bellas Artes, Castellón de la Plana
- 2002: Auditorio Ciudad de León, León
- 2002: Renovatie voormalige brouwerij El Águila voor het archief van de regio Madrid plus nieuwbouw bibliotheek Joaquín Leguina, Madrid
- 2004: Museo de Arte Contemporáneo de Castilla y León (MUSAC), León
- 2005: Fundación Pedro Barrié de la Maza, Vigo
- 2009: Tweelinghuizen, Tarifa
- 2010: Gemeentehuis van Lalín
- 2010: Centro de Artes Visuales de la Fundación Helga de Alvear (1e fase), Cáceres
- 2010: Relais & Châteaux Hotel Atrio, Cáceres
- 2023: Galerij van de Koninklijke Verzamelingen, Madrid

### Met Marceline Ruckstuhl
- 2016: Restaurantpaviljoen van de ETH Zürich, Hönggerberg, Zürich

### Met Carlos Martínez de Albornoz
- 2018: Casa de Piedra, Serrilla, Matallana de Torío[4]
- 2019: Museo Helga de Alvear (2e fase), Cáceres[5]
- 2021: Palacio Paredes-Saavedra, Cáceres[6]
- 2021: Casa de Ladrillo, Madrid[7]
- 2022: Kantoorgebouw Arquia Bank, Madrid[8]
- 2025-2027 (geprojecteerd): Landbouwbelang, Maastricht[9]

## Prijzen en onderscheidingen
- 2003: Architectuurprijs van Spanje (Premio de Arquitectura Española)
- 2007: European Union Prize for Contemporary Architecture (Mies van der Rohe-prijs)
- 2014: Francqui-leerstoel
- 2014: Gouden medaille van verdienste in de schone kunsten (Medalla de Oro al mérito en las Bellas Artes)
- 2016: COAM-prijs (Mansilla + Tuñón)
- 2017: Internationale Architectuurprijs van Spanje (Premio de Arquitectura Española Internacional) (met Marceline Ruckstuhl)[10]
- 2022: Nationale Architectuurprijs van Spanje (Premio Nacional de Arquitectura)